# War Raiders
The War Raiders es un equipo de lucha libre profesional. Actualmente trabajan para la empresa WWE, donde se presentan en la marca Raw, siendo conformado por Ivar y Erik, y Valhalla como su manáger.
Son mejor conocidos por su trabajo en Ring of Honor, donde fueron una vez Campeones de Parejas ROH, en New Japan Pro-Wrestling, donde fueron dos veces Campeones de Parejas de la IWGP, en NXT, donde fueron una vez Campeones en Parejas de NXT y en Raw, donde fueron una vez Campeones en Parejas de Raw. También han trabajado en compañías como Pro Wrestling NOAH, Pro Wrestling Guerrilla o Progress Wrestling.

## Historia

### Ring of Honor (2014-2018)
En el año 2014, Hanson y Raymond Rowe participaron en el Top Prospect Tournament de Ring of Honor, donde se enfrentaron en la final, siendo Hanson quien derrotaría a Rowe para ganar el torneo. Desde ese entonces, ambos comenzaron a presentarse juntos, siendo conocidos como War Machine el 4 de abril. El 11 de abril, ambos firmarían contrato con ROH. El 1 de marzo de 2015, Rowe regresaría a la compañía en el evento de ROH 13th Anniversary, asistiendo a Hanson luego de que ese perdiera una lucha por el Campeonato Mundial de ROH. El 22 de agosto derrotarían a los entonces Campeones de Parejas GHG Killer Elite Squad (Davey Boy Smith Jr. y Lance Archer) en una lucha no titular, enfrentándolos por los campeonatos el 19 de septiembre, aunque serían derrotados por los campeones. El 18 de diciembre en Final Battle, ganarían los Campeonatos de Parejas de ROH, tras derrotar a los entonces campeones The Kingdom (Matt Taven y Michael Bennett). Los defenderían exitosamente ante equipos como The All Night Express, The Briscoe Brothers o Roppongi Vice, antes de perderlos el 9 de mayo en War Of The Worlds ante The Addiction (Christopher Daniels y Frankie Kazarian. Posteriormente, perderían en sus dos intentos de revancha por los campeonatos. El 3 de febrero de 2017 en el evento Undisputed Legacy lucharían por los Campeonatos de Tríos de ROH, enfrentando junto a Jax Dane a los entonces campeons The Kingdom, no logrando ganar. El 12 de febrero en el evento The Experience lucharían por los Campeonatos de Parejas de ROH otra vez, enfrentando a los entonces campeones The Young Bucks, sin lograr ganar. Terminarían su contrato con ROH el 16 de diciembre de 2017.

### New Japan Pro-Wrestling (2015-2018)
En noviembre de 2016 debutarían en New Japan Pro-Wrestling como miembros del torneo World Tag League, teniendo un récord de 4 victorias y 3 derrotas, sin lograr avanzar a la final. Regresarían a la compañía el 26 de febrero de 2017, en el evento de Honor Rising, derrotando a The Young Bucks. El 9 de abril ganarían los Campeonatos de Parejas IWGP, tras derrotar a los entonces campeones Tencozy (Hiroyoshi Tenzan y Satoshi Kojima). Los defenderían con éxito el 3 de mayo en el evento Wrestling Dontaku, donde derrotarían en un Three-Way Tag a los excampeones y a Guerrillas of Destiny (Tama Tonga y Tanga Loa). Perderían los campeonatos ante esos el 11 de julio en el evento Dominion 6.11. Recuperarían los campeonatos el 1 de julio en el evento G1 Special in USA, en una lucha sin descalificación. Los defenderían con éxito en 3 ocasiones, antes de perderlos el 9 de octubre en el evento Destruction ante Killer Elite Squad, en una lucha en la que también estuvieron Guerrillas of Destiny. Tuvieron su última lucha en NJPW el 5 de enero de 2018 en el evento de New Year's Dash, cuando junto con Hiroshi Tanahashi y Michael Elgin serían derrotados por Killer Elite Squad, Zack Sabre Jr. y Minoru Suzuki.

### WWE (2018-presente)

#### NXT (2018-2019)
El 16 de enero de 2018, WWE anunció que Hanson y Raymond Rowe habían firmado contrato con la compañía, y que comenzarían a trabajar en el Performance Center.
Antes del evento NXT TakeOver: New Orleans, durante una grabación de NXT, Rowe y Hanson debutaron, ahora bajo el nombre de The War Raiders, interfiriendo en un combate entre Heavy Machinery (Tucker Knight y Otis Dozovic) y Tino Sabbatelli y Riddick Moss, causando que termine sin resultado. En NXT TakeOver: Phoenix, Rowe y Hanson derrotaron a The Undisputed Era para ganar el Campeonato en Parejas de NXT. Defendieron con éxito sus campeonatos en parejas en NXT TakeOver: New York contra el equipo de Ricochet y Aleister Black.
Tras ser transferidos a Raw, renunciaron a los Campeonatos en Parejas de NXT en las grabaciones de televisión de NXT del 1 de mayo (transmitidas el 15 de mayo). Sin embargo, antes de poder renunciar al campeonato, The Viking Raiders fueron desafiados a un combate final en NXT por los títulos por The Street Profits. El combate, sin embargo, terminó en una descalificación después de que The Forgotten Sons atacara a The Viking Raiders, seguido de una pelea entre los equipos.

#### 2019-presente
El 15 de abril de 2019, debutaron en Raw como "The Viking Experience", con Rowe y Hanson ahora llamados "Erik" e "Ivar". Este nuevo nombre fue recibido muy negativamente en las redes sociales. Pro Wrestling Insider informó que otro nombre considerado era "The Berzerkers". En el episodio, hicieron equipo junto a The Revival para derrotar al equipo de Ricochet, Aleister Black, Curt Hawkins & Zack Ryder. La semana siguiente, el equipo pasó a llamarse "The Viking Raiders", mientras que el nombre "The Viking Experience" fue transferido a su movimiento final.
En el episodio del 9 de septiembre de 2019 de Raw, The Viking Raiders salvaron a Cedric Alexander de The O.C.. En el episodio del 14 de octubre de Raw, Erik e Ivar capturaron el Campeonato en Parejas de Raw de manos de Robert Roode & Dolph Ziggler, convirtiéndose en el primer equipo en la historia en ganar campeonatos en parejas en Ring of Honor, New Japan y WWE. Sin embargo, sufrieron su primera derrota como equipo en WWE en Crown Jewel en un Tag Team Turmoil por la WWE Tag Team World Cup, donde fueron elimados por último por The O.C.. En Survivor Series, derrotaron a The New Day y The Undisputed Era en un Triple threat tag team match de campeones, obteniendo la única victoria de Raw en el evento, que finalmente fue ganado por NXT. En el episodio del 20 de enero de 2020 de Raw, perdieron los títulos ante Seth Rollins y Buddy Murphy, terminando su reinado a los 98 días. En el episodio del 4 de mayo de Raw, The Viking Raiders derrotó a The Street Profits, quienes para entonces eran los Campeones en Parejas de Raw, en una lucha no titular. En las semanas siguientes, The Viking Raiders tendría un feudo con The Street Profits mientras se enfrentaban en varias competiciones no relacionadas con la lucha libre, como baloncesto, lanzamiento de hachas, golf, bolos y un decatlón. Un chiste recurrente en estos segmentos era que las mujeres involucradas en las competencias coqueteaban con Ivar e ignoraban a Erik, para disgusto de Erik. La serie terminaría con un empate 3-3 entre Street Profits y The Viking Raiders. Esto llevó a un combate programado entre los dos equipos por los Campeonatos en Parejas de Raw en Backlash. Sin embargo, el combate nunca comenzó debido a que The Street Profits y The Viking Raiders se pelearon entre bastidores, lo que también los vio trabajar juntos para defenderse de Akira Tozawa y una pandilla de ninjas en motocicletas. The Street Profits y The Viking Raiders continuaron peleando hasta que cayeron en un contenedor de basura. En el episodio del 22 de junio de Raw, The Viking Raiders finalmente recibieron su lucha por el Campeonato en Parejas de Raw contra The Street Profits, donde fueron derrotados. En el episodio del 7 de septiembre de Raw, The Hurt Business derrotó a Apollo Crews, Ricochet y The Viking Raiders en una lucha por equipos de ocho hombres, con la lucha siendo forzada a un final abrupto debido a que Ivar sufrió una lesión cervical legítima durante el combate. El 14 de septiembre, Ivar se sometió a una cirugía exitosa para reparar una lesión en el cuello, lo que lo dejó fuera de acción y puso al equipo en pausa.
Después de una ausencia de siete meses, The Viking Raiders regresó en el episodio del 12 de abril de 2021 de Raw derrotando a Cedric Alexander & Shelton Benjamin, a quienes derrotaron de nuevo la semana siguiente. En el episodio del 7 de junio de Raw, ganaron un battle boyal de equipos por una oportunidad por los Campeonatos en Parejas de Raw, eliminando finalmente a Riddle & Randy Orton. En el episodio del 28 de junio de Raw, Erik e Ivar participaron en un battle royal para reemplazar a Orton en el Last Chance Triple Threat match clasificatorio al Men's Money in the Bank Ladder Match en Money in the Bank, pero ambos fueron eliminados por Jinder Mahal con la interferencia de Omos, y después de ser eliminados fueron atacados por Omos en ringside. En Money In The Bank, se enfrentaron AJ Styles & Omos por los Campeonatos en Parejas de Raw, sin embargo perdieron. A la noche siguiente en Raw, junto a Riddle derrotaron a John Morrison, AJ Styles & Omos.
En Survivor Series, Ambos como parte del Team SmackDown, participaron en el 25-Man Dual Brand Battle Royal en conmemoración a los 25 años de carrera de The Rock, eliminando a Jinder Mahal, sin embargo fueron eliminados por Shanky.
Comenzando el 2022, en el SmackDown! del 7 de enero, fueron derrotados por Happy Corbin & Madcap Moss, la siguiente semana en SmackDown!, derrotaron a Los Lotharios (Angel & Humberto), Jinder Mahal & Shanky y a Cesaro & Mansoor en un Fatal-4 Way Tag Team Match ganando una oportunidad por los Campeonatos en Parejas de SmackDown! de The Usos (Jey & Jimmy).
En el SmackDown! del 16 de septiembre, Michael Cole reveló que Erik está lidiando con una lesión del pie.

## En lucha
- Movimientos finales en equipo
  - The Viking Experience (WWE) / Fallout (ROH/NJPW/NXT) (combinación de belly-to-back suplex (Rowe) y Diving Leg Drop (Hanson))
  - Thor´s Hammer (Aided pop-up powerslam)
- Movimientos de firma en equipo
  - Double chokeslam
  - Combinación de elevated German suplex (Rowe) y springboard clothesline (Hanson)
  - Powerslam de Rowe a Hanson sobre un oponente tendido

## Campeonatos y logros
- Brew City Wrestling

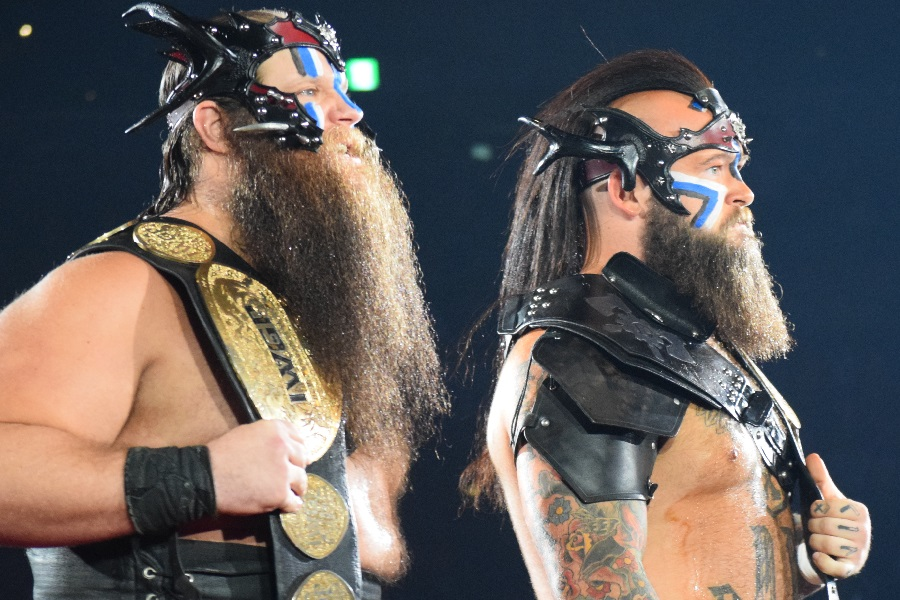
War Machine con los Campeones en Parejas de IWGP

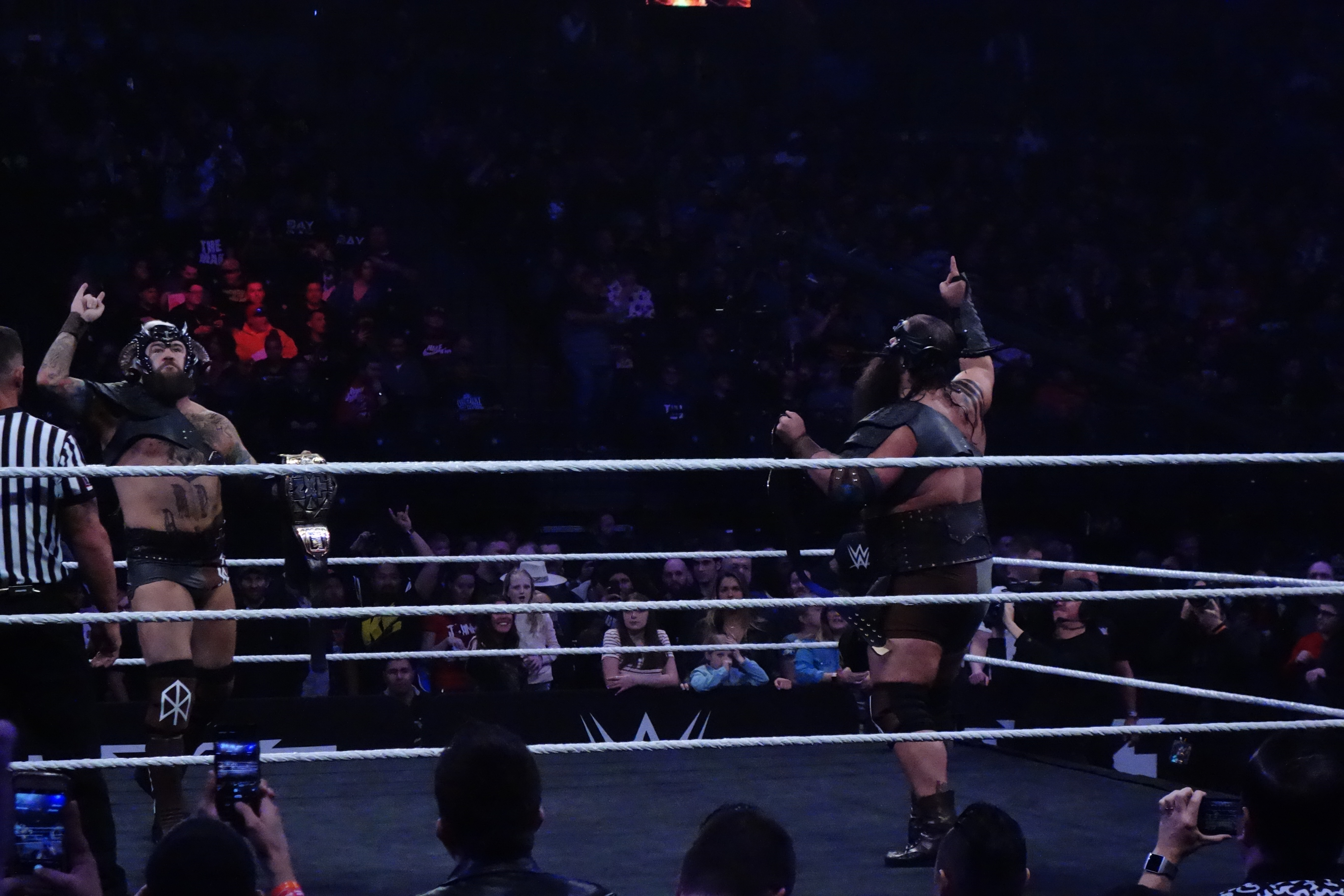
War Machine como los Campeones en Parejas de NXT

  - BCW Tag Team Championship (1 vez)

- New Japan Pro-Wrestling
  - IWGP Tag Team Championship (2 veces)

- Ring of Honor/ROH
  - ROH World Tag Team Championship (1 vez)

- VIP Wrestling
  - VIP Tag Team Championship (1 vez)

- What Culture Pro Wrestling
  - WCPW Tag Team Championship (1 vez)

- WWE
  - NXT Tag Team Championship (1 vez)
  - World Tag Team Championship (2 veces)